# Кузнецов, Михаил Фёдорович
Михаил Фёдорович Кузнецов (21 ноября 1905 — ? после 1953) — советский военачальник, военный лётчик, полковник (19.11.1946), командир дивизии в годы Великой Отечественной войны.

## Биография
Родился 22 ноября 1905 года в селе Старая Рачейка Симбирской губернии. Русский.
В Красной армии с апреля 1927 года.
Окончил полковую школу 101-го стрелкового полка 34-й стрелковой дивизии в городе Сызрань в 1928 году, 2-ю объединённую военную школу летчиков и авиатехников в городе Вольск в 1931 году, 2-ю военную школу летчиков ВВС РККА имени ОСОАВИАХИМа, Курсы усовершенствования и командиров и начальников штабов при Военно-воздушной академии в 1949 году.
До службы в армии работал ремонтным рабочим на станции Балашейка Московско-Казанской железной дороги. 1 ноября 1927 года призван в Красную армию и зачислен в 101-й стрелковый полк 34-й стрелковой дивизии Приволжского военного округа в городе Сызрань. В июне 1930 года был командирован на учёбу во 2-ю объединённую военную школу летчиков и авиатехников в городе Вольске, в ноябре 1931 года переведен во 2-ю военную школу летчиков ВВС РККА имени ОСОАВИАХИМа в город Борисоглебск. После окончания обучения 23 марта 1933 года оставлен в ней летчиком-инструктором. В мае 1937 года лейтенант Кузнецов был назначен командиром
звена в 49-ю скоростную бомбардировочную авиаэскадрилью 1-й армии особого назначения в город Курск. С августа командовал отрядом в этой эскадрильи.
С января 1938 года там же вступил в командование 50-й скоростной бомбардировочной авиаэскадрильей. В июне переведен на должность инспектора-летчика по технике пилотирования и теории полета во 2-ю армию особого назначения в город Воронеж. 15 ноября 1939 года майор Кузнецов вступил в командование 45-м скоростным полком в городе Орёл.
С началом Советско-финляндской войны полк принимал участие в боевых действиях в составе 13-й авиабригады. По окончании войны полк вместе с бригадой передислоцирован в Одесский военный округ, с июля 1940 года входил в состав 20-й смешанной авиадивизии в городе Кишинёв.
С началом Великой Отечественной войны полк с 22 июня по 21 сентября воевал на Южном фронте. Летчики полка принимали участие в нанесении ударов по Плоешти, наносили удары по резервам противника при форсировании реки Днепр. В конце сентября 1941 года полк выведен в резерв для переучивания на самолёты «Бостон-3» (Douglas A-20 Havoc). После переучивания полк убыл на Воронежский фронт и с 29 июня 1942 года вел боевые действия в составе 244-й авиадивизии 2-й воздушной армии. Участвовал в Воронежско-Ворошиловградской и Донбасской оборонительной операциях.
В октябре полк вошёл в состав 221-й авиадивизии. В составе 8-й воздушной армии Сталинградского фронта, а с ноября 1942 года — в составе 17-й воздушной армии Юго-Западного фронта участвовал в Сталинградской битве, поддерживал войска наземные войска при прорыве обороны противника и окружении его сталинградской группировки. В январе — феврале 1943 года полк в составе той же дивизии поддерживал войска Юго-Западного фронта при наступлении в Донбассе и во встречных сражениях, развернувшихся в конце февраля между Днепром и Северским Донцом. С 9 сентября 1943 года 45-й бомбардировочный авиаполк был переведен в Авиацию дальнего действия и включен в 56-ю бомбардировочную авиадивизию дальнего действия. В период с 6 марта по 24 мая 1944 года Кузнецов исполнял обязанности командира этой дивизии, затем занимал должность заместителя командира этой дивизии.
В феврале 1945 года переведен заместителем командира 132-й бомбардировочной авиационной дивизии и до конца войны воевал с ней на 2-м Белорусском фронте в составе 5-го бомбардировочного авиационного корпуса 4-й воздушной армии. Её части принимали участие в Восточно-Померанской и Берлинской наступательных операциях. Всего за время войны он совершил 83 боевых вылета.
После войны подполковник Кузнецов продолжал служить в той же должности в 132-й бомбардировочной авиационной Севастопольской дивизии в составе 57-й воздушной армии Прикарпатского военного округа. 31 мая 1949 года окончил Курсы усовершенствования и командиров и начальников штабов при Военно-воздушной академии. С июля по октябрь 1950 года состоял в распоряжении 2-го Главного управления Генерального штаба, затем направлен в правительственную командировку в Румынию, где исполнял должность военного советника командира смешанной авиадивизии Румынской народной армии. 
25 декабря 1953 года уволен в запас.

## Награды
Награждён орденом Ленина, двумя орденами Красного знамени, орденом Отечественной войны 2-й степени, двумя орденами Красной звезды и медалями.

## Память
- Именем Кузнецова названа улица в Орле (наименована 19 августа 1988 г.)[2].